# 썬더 (포켓몬)
| 번호: 145 | 타입: 전기/ 비행 | 진화하지 않음 |

《썬더》(サンダー 산다[*], 영어: Zapdos)는 포켓몬스터 시리즈에 등장하는 가공의 캐릭터(몬스터)이다.

## 특징
프리져, 파이어와 같은 전설의 새 포켓몬이다. 가라르폼의 썬더는 진한주황이다. 썬더의 번개에 맞으면 전기타입 포켓몬의 HP가 치료 된다. 최근에는 썬더가 발전소를 습격해서 전기를 빼앗고, 빼앗으면 정전이 된다고 한다.

## 게임에서의 썬더
《포켓몬스터 적·녹·청·피카츄》, 《포켓몬스터 파이어 레드·리프 그린》, 《포켓몬스터 하트 골드·소울 실버》에서는 무인 발전소에 서식하고 있다.
《포켓몬스터Pt 기라티나》에서는 전국도감을 얻은 후, 팔파크에서 오박사를 만나고 영원시티에 있는 오박사의 집에가서 오박사에게 말을 걸면, 프리져, 썬더, 파이어가 도로를 돌아다닌다.
《포켓몬 불가사의 던전 파랑 구조대/빨강 구조대》에서는 주인공 일행과 최초로 싸우는 전설의 포켓몬이다.
《대난투 스매시브라더스 DX》에서는 몬스터 볼에서 등장하여 전기쇼크로 공격한다.
《포켓몬 고》 에서는2020년 8월 초 한국에 5성 레이드로 출시되었다. 프리져, 루기아, 파이어에 이어 네 번째로 출시되었다.또한 두번째 비주기 포켓몬으로 나왔다.
《포켓몬스터 소드·실드》에서는 왕관의 설원에서 가라르폼으로 등장한다. 타입이 격투, 비행으로 변경된다. 다이맥스 어드벤처에서도 포획할 수 있다. 그리고 이 게임에서 싱글배틀 1위를 차지한 포켓몬 중 하나이다.
《포켓몬 유나이트》에서는 남은시간이 2분 남았을 때 맵의 중앙부분에 등장해 썬더를 쓰러뜨린 팀에게는 모든 팀원에게 15개의 공과(잡은 플레이어는 20개)상대 골대를 파괴해 골대안에서 체력 회복 불가,빠른 속도로 점수를 넣을 수 있게 한다. 이 때문에 게임이 한순간에 뒤집히기도 한다. 크리스마스 이벤트 땐 썬더 대신 프리져가 등장했다.

## 애니메이션에서의 썬더
《포켓몬스터》244화에 등장했다.
《포켓몬스터 디 오리진》4화에서 레드에게 포획됐다.
《포켓몬스터 W》40화에서 고우에게 잡힐뻔했으나, 포켓볼에 번개를 내리쳐서 볼을 깨서 탈출했다.

## 그 외에서의 썬더
극장판 《루기아의 탄생》에 등장한다.
극장판 《포켓몬 레인저와 바다의 왕자 마나피》의 엔딩에서, 재키가 썬더를 캡처하는 장면이 나온다.

## 같이 보기
- 포켓몬스터
- 프리져
- 파이어
- 포켓몬